# 马里昂 (路易斯安那州)
马里昂（英語：Marion），是美国路易斯安那州下属的一座城市。根据2010年美国人口普查，该市有人口765人。建置上，属于“town”。